# 32-я добровольческая пехотная дивизия СС «30 января»
32-я добровольческая пехотная дивизия СС «30 января» (нем. 32. SS-Freiwilligen-Grenadier-Division «30. Januar») — тактическое соединение войск СС нацистской Германии. Своё название дивизия получила в честь 30 января 1933 года — даты прихода Адольфа Гитлера к власти.

## Формирование
Официально о создании дивизии было объявлено 30 января 1945 года. Создание дивизии проходило на полигоне Курмарк. Новая дивизия являлась, по сути, сборищем различных запасных и учебных частей войск СС. Для создания пехотных полков были использованы моторизованный полк СС «Шилль» (в дивизии стал 86-м полком) и чины рекрутского депо «Курмарк» (вначале 32-й добровольческий полк СС, затем 87-й). Кроме этого, из курсантов административно-хозяйственной школы СС в Арользене и частей фольксштурма начал формироваться 88-й полк. Артиллерийский полк и сапёрный батальон были созданы на базе специальных школ войск СС. Общая численность дивизии составляла примерно 12 000 человек.

## Боевой путь

### Бои на Одере
В феврале 1945 года недавно созданные боеспособные части дивизии были переброшены на одерский фронт для усиления 9-й армии. По мере формирования на полигоне в Курмарке отдельных частей, их перебрасывали срочно на фронт. Так что подразделения бросались в бой без должной подготовки.
32-я дивизия СС действовала в секторе к югу от Франкфурта-на-Одере, занимая позиции в районе Брисков-Фюрстенберг. Эсэсовцам в тот момент противостояла 33-я советская армия генерал-полковника В. Д. Цветаева. 4 февраля дивизии подчинили 1204-й зенитный дивизион люфтваффе. Солдатам дивизии пришлось терпеть трудности с материальными ресурсами. Так например, топлива хватало только для штабных машин, каждому артиллерийскому орудию выдавалось только по два снаряда в сутки, а солдатам запрещали открывать огонь без приказа свыше.
5 и 6 февраля силами 86-го пехотного полка СС «Шилль» была предпринята атака на советский плацдарм у деревни Фогельзанг. В итоге 1-й батальон полка при поддержке штурмовых орудий выбил красноармейцев из деревни.
20 февраля Жуков приказал всему 1-му Белорусскому фронту перейти к обороне. Таким образом, дивизия до половины марта осуществляла мелкие контратаки для стабилизации фронта.

### Перед битвой за Берлин
В марте дивизия отступила к реке Шпрее и затем в Маркиш-Бухольц. В апреле 1945 года 32-я добровольческая дивизия СС занимала участок фронта южнее от Франкфурта-на-Одере общей длиной 18 километров. В это время пехотинцы активно строили оборонительные сооружения на своём берегу Одера. К началу советского наступления дивизия насчитывала 6 700 человек боевого состава. 12 апреля командование 9-й армии издало приказ о выходе дивизии «30 января» из состава 5-го горного армейского корпуса СС.
Когда утром 14 апреля части 62-го советского стрелкового корпуса провели разведку боем, эсэсовцы с трудом отбили эту атаку. 15 апреля пехотинцы пытались организовать несколько собственных контратак на советские позиции, каждая силой до батальона, но все они были безуспешны.

### Битва за Берлин
Перед решающей битвой ряд высоких чинов в пропагандистских целях зачитали свои и последние послания Гитлера солдатам дивизии «30 января», стараясь улучшить их моральный дух перед боями. 16 апреля началось решающее советское наступление на Берлин. Весь день шли тяжёлые бои с применением с советской стороны танков и самоходных орудий. 18 апреля командование издало приказ о переводе дивизии в армейский резерв.
Вместе с другими частями СС в апреле дивизия попала в котёл у Хальбе. В ходе кровопролитных боёв некоторым её частям удалось прорваться из окружения, а большая часть дивизии была в нём уничтожена, либо попала в советский плен. Прорвавшиеся остатки дивизии отступили к Луккенвальде, а затем к Эльбе. В мае 1945 года остатки 32-й дивизии СС сдались американцам у Тангермюнде.

## Командиры
- штандартенфюрер СС Йоханнес Мюленкамп (30 января — 5 февраля 1945)
- штандартенфюрер СС Иоахим Рихтер (5 — 17 февраля 1945)
- оберфюрер СС Адольф Акс[англ.] (17 февраля — 15 марта 1945)
- штандартенфюрер СС Ганс Кемпин[англ.] (15 марта — 8 мая 1945)

## Части и подразделения
- 86-й добровольческий пехотный полк СС «Шилль» (SS-Freiwilligen-Grenadier-Regiment 86 «Schill»)
- 87-й добровольческий пехотный полк СС «Курмарк» (SS-Freiwilligen-Grenadier-Regiment 87 «Kurmark»)
- 88-й добровольческий пехотный полк СС (SS-Freiwilligen-Grenadier-Regiment 88)
- 32-й добровольческий артиллерийский полк СС (SS-Freiwilligen-Artillerie-Regiment 32)
- 32-й противотанковый дивизион СС (SS-Panzerjäger-Abteilung 32)
- 32-й зенитный дивизион СС (SS-Flak-Abteilung 32)
- 32-й фузилёрный батальон СС (SS-Füsilier-Bataillon 32)
- 32-й сапёрный батальон СС (SS-Pionier-Bataillon 32)
- 32-й батальон связи СС (SS-Nachrichten-Abteilung 32)
- 32-й полевой запасной батальон СС (SS-Feldersatz-Bataillon 32)[2]